# Pipistrellus aero
Pipistrellus aero — вид роду нетопирів.

## Середовище проживання
Країни поширення: Кенія. Цей вид є ендемікм північно-західної Кенії, де відомий тільки з трьох пунктів проживання. Вид зазвичай пов'язаний з сухим лісовим середовищем проживання.

## Загрози та охорона
Загрози для цього виду не відомі. Він був записаний в межах двох заповідників.